# Quia maior

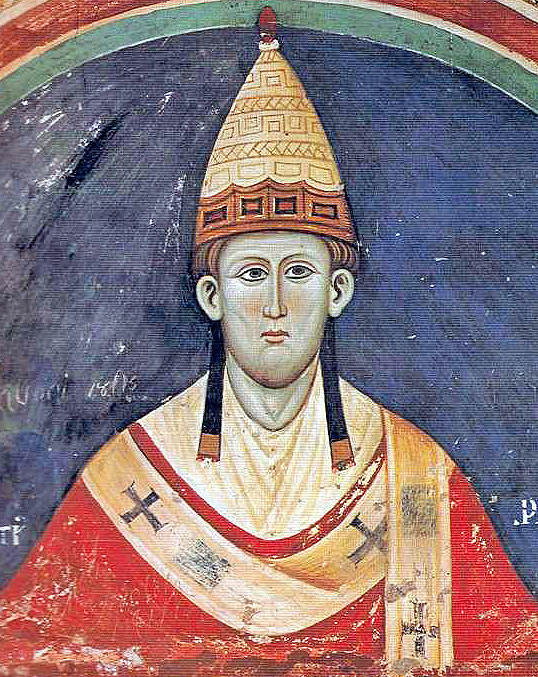
Paus Innocentius III

Quia maior was een pauselijke bul, uitgevaardigd in de lente van 1213 door paus Innocentius III, waarin opgeroepen werd tot het ondernemen van de Vijfde Kruistocht.
De bul wordt beschouwd als de belangrijkste inzake het gedachtegoed van de Rooms-Katholieke Kerk jegens de kruistochten. De paus richtte zich direct tot de gelovigen,waarbij hij naast de roep van Jezus zelf ter bevrijding van het Heilige Land ook een vergelijking met de wereldlijke situatie opvoerde om zo het belang van de tocht duidelijk te maken. “Zoals een eens verbannen koning bij zijn terugkeer zijn ontrouwe vazallen en onderdanen zal straffen, zo zal God op dezelfde wijze handelen wanneer de gelovige weigert zijn dienst aan Hem te verlenen”.
Met deze bul wilde Innocentius zelf het initiatief op zich nemen voor de kruistocht en deze laten leiden door een pauselijk legaat. De paus had nog maar weinig vertrouwen in wereldlijke leiders, die weliswaar vooraan gestaan hadden bij de onderneming van eerdere tochten, maar deze hadden niet geleid tot het gewenste doel: de bevrijding van het Heilige Land. Maar ook in de landen zelf, zoals Frankrijk en Duitsland, was de animo voor een nieuwe tocht laag. Voor de oproep ter deelname richtte de paus zich dan ook niet alleen tot de diverse koningen, maar voornamelijk direct tot de gelovigen (via de lokale geestelijkheid). Iedereen die bereid was deel te nemen (al dan niet geschikt) kon zich aansluiten. Europese kruistochten tegen de Saracenen in Spanje en tegen de ketters in Zuid-Frankrijk werden uitgesteld,omdat zij reeds hun succes hadden bewezen en er op dat moment geen directe dreiging uit deze gebieden was te verwachten.
Een ander aspect dat ter sprake kwam in de bul, en bedoeld was om de gelovigen te overhalen deel te nemen, was het begrip “naastenliefde”: de gelovigen in het Westen waren verplicht hun geloofsgenoten te hulp te schieten in hun strijd tegen de heidenen. Deze afvalligen hadden de gebieden van de rechtmatige eigenaren afgenomen en ontheiligd (o.a. door de bouw van een fort op de berg Tabor, de plaats waar volgens de kerk Jezus zijn glorie verkondigde) en hadden zich door (in de ogen van de paus) verderfelijke profeet Mohammed laten verleiden tot wereldlijke lusten.
Hiermee nam paus Innocentius III sterk stelling tegen de in zijn ogen pseudoprofeet Mohammed, die omschreven werd als “zoon des verderfs”. Hiermee bevestigde hij het algemeen geldend theologisch standpunt inzake de islam zoals dat ook verwoord werd door Petrus Venerabilis in zijn “Contra Saracenos”.
Voor deelname aan de Vijfde Kruistocht golden opnieuw enkele beloften van de kerk jegens hun aanhang:
- kwijtschelding van zonden die opgebiecht waren, alsmede aan degenen die hun zonen naar deze strijd afvaardigden
- kwijtschelding van zonden die opgebiecht waren door degenen die niet mee konden doen aan de tocht maar wel een (financiële) bijdrage leverden
- bescherming van personen en bezittingen bij afwezigheid van eigenaren
- verbod op rente, opgelegd door schuldeisers

## Nasleep
Paus Innocentius III zou de Vijfde Kruistocht (1217-1221) zelf niet meer meemaken; hij overleed in 1216. Zijn opvolger Honorius III nam deel in de lijn van zijn voorganger aan de kruistocht, gesteund door onder andere de legers van koning Andreas II van Hongarije.